# Joseba Etxeberría
Joseba Andoni Etxeberria Lizardi, född den 5 september 1977, är en spansk före detta professionell fotbollsspelare som mellan 1995 och 2010 spelade 445 ligamatcher och gjorde 88 ligamål för Athletic Bilbao.
Etxeberría började sin karriär i Real Sociedad där han spelade fram till 1995 innan han köptes av Athletic Bilbao för runt 3 miljoner Euro.
Etxeberría var med i det spanska landslaget mellan åren 1997 till 2004 och har varit med i tre mästerskap, VM 1998, EM 2000 och EM 2004.